# Alcis hasegawai
Alcis hasegawai är en fjärilsart som beskrevs av Inoue 1942. Alcis hasegawai ingår i släktet Alcis och familjen mätare. Inga underarter finns listade i Catalogue of Life.